# Райхскомісаріат Бельгія та Північна Франція
Рейхскомісаріат Бельгія та Північна Франція (нім. Reichskommissariat Belgien und Nordfrankreich, фр. Commissariat du Reich de Belgique et du Nord de la France) — адміністративно-територіальна одиниця нацистської Німеччини, що існувала в 1944 році на окупованих німецькими військами територіях Бельгії та Північної частини Франції (департаменти Нор і Па-де-Кале).
18 липня 1944 року на окупованій території Бельгії та Північній частині Франції було утворено рейхскомісаріат. У вересні 1944 року було звільнено територію Бельгії, повністю територію Бельгії та Північної Франції було звільнено до зими 1944 — 1945 року.
15 грудня 1944 року територія рейхскомісаріату де-юре була приєднана до Німеччини та утворені рейхсгау Фландрія, Валлонія та Брюссель.